# جبل حجر الملح
جبل حجر الملح هو ثالث جبل ملح في العالم يقع بجانب الطريق الوطني رقم 1 الرابط بين مدينة الجلفة ومدينة حاسي بحبح . بالضبط شمال عين معبد حوالي 5 كم وعن عاصمة الولاية ب 30كلم 

## وصف

يعتبر جبل حجر الملح أحد أهم المعالم السياحية في المجال الجيولوجي التي تظهر في شكل مجسمات من الملح وسط تكتلات مرتفعة ومجموعة من الحفر العميقة.
يتشكل الجناح الجنوبي للجبل من الطين المطور وأحجار ملحية تتخلها شقوق تظهر حاليا في شكل سلسلة صغيرة من الملح الترياسي، وترتفع إلى الأعلى من خلال رواسب جوراسية وطباشيرية .
يتميز الجبل بالجاذبية والسياحة الفاخرة والكلاسيكية في آن واحد، فهو بفضل منظره الخلاب يجلب السياح من الولاية، ومن مختلف ولايات الوطن، ويعتبر بهذا وجهة سياحية محبوبة للعائلات والأفراد بالإضافة إلى مياهه العذبة التي تتفجر وسط الملح الكثيف، وتعتبر دواء شافيا لحصى الكلى باذن الله تعالى وبقدرته.

## مكونات جبل حجر الملح
- الدولوميت والحجر الجيري ذو اللون الاسمر الفاتح مع بلورات رمادية صغيرة جدا
- الحجر الرملي ذو جسيمات شديدة التغير
- الحجر الجيري الرمادي
- الكوارتز البني والطين الأحمر

يعتبر حجر الملح وجهة سياحية مفضلة بفضل ميزة تغير الوانه من الأصفر إلى الأخضر والبنفسجي والأحمر

مغارة من جبل حجر الملح
منظر لأحد مرتفعات جبل حجر الملح